# Erythrura coloria
Il diamante coloria (Erythrura coloria Ripley & Rabor, 1961) è un uccello passeriforme della famiglia degli Estrildidi.

## Distribuzione edhabitat
La specie è endemica dell'isola filippina di Mindanao, dove abita le aree di foresta con ampi spazi erbosi al di sopra dei 1000 m di quota.

## Descrizione

### Dimensioni
Misura circa 10 cm di lunghezza, coda compresa.

### Aspetto
L'aspetto è robusto, con brosso becco conico e nero e corta coda. Il piumaggio è verde su tutto il corpo, ad eccezione di una mascherina facciale di colore blu cobalto che a livello di guance ed orecchie è contornata da due mezzelune rosse: rosso è anche il codione. Nelle femmine l'estensione della mascherina blu e del rosso delle guance è minore. Le zampe sono di color carnicino.

## Biologia
Si tratta di uccelli diurni, che passano la maggior parte del proprio tempo muovendosi solitari od in coppie fra gli steli delle graminacee alla ricerca di cibo: a differenza di altre specie congeneri (come il diamante facciaverde) il diamante coloria appare meno legato alle foreste di bambù.

### Alimentazione
Si tratta di una specie essenzialmente granivora, che si nutre principalmente di semi di graminacee e di bambù, nonché di altro materiale di origine vegetale come germogli, frutta e bacche: specialmente durante il periodo riproduttivo, tuttavia, la dieta viene integrata anche con insetti e larve.

### Riproduzione
Il periodo riproduttivo va grossomodo da settembre a gennaio: le coppie si formano dopo un corteggiamento effettuato dal maschio con movimenti sincopati del capo e della coda (simili ad inchini) ed alla contemporanea emissione di un canto ronzante.

Ambedue i sessi collaborano alla costruzione del nido, che ha forma sferica, misura circa 15 cm di circonferenza e consta di una camera centrale con un piccolo tunnel d'entrata: il nido viene generalmente ubicato nel folto della vegetazione e ad una certa altezza dal suolo.
All'interno del nido vengono deposte 3-4 uova la cui cova è prerogativa della femmina durante il giorno, col maschio che veglia rimanendo nelle vicinanze del nido, mentre durante la notte i partner riposano assieme al suo interno. L'incubazione dura circa 15 giorni, alla fine dei quali nascono dei pulli ciechi ed implumi, dotati delle caratteristiche verruche florescenti ai lati della bocca. Essi vengono imbeccati ed accuditi da ambedue i genitori e sono in grado d'involarsi a partire dalla terza settimana di vita, sebbene tendano a rimanere nei pressi del nido per almeno altre due settimane.